# The City Sleeps in Flames
The City Sleeps in Flames  är debutalbumet från amerikanska post-hardcore-bandet Scary Kids Scaring Kids. Det utgavs av skivbolaget Immortal Records 28 juni 2005. Tre musikvideor till spår från albumet har gjorts, "The Only Medicine", "My Darkest Hour" och "The City Sleeps in Flames". Titeln på albumet och låten "The City Sleeps in Flames" handlar om hur gruppen har tappat struktur i sina liv, och skapat en ny på vägen. Omslaget påminner om slutscenen i filmen Fight Club. Även låten "The World as We Know It" refererar till en film, 28 dagar senare: "A Virus known as Rage is brutally destroying and spreading all over the place."

## Låtlista
1. "The City Sleeps in Flames" – 4:01
2. "The Only Medicine" – 2:51
3. "The World as We Know It" – 3:02
4. "What's Said and Done" – 3:45
5. "Just a Taste" – 3:52
6. "My Darkest Hour" – 3:29
7. "Drowning You in Fear" – 3:12
8. "The Bright Side of Suffering" – 4:02
9. "Empty Glasses" – 2:50
10. "Faith in the Knife" – 3:27
11. "A Breath of Sunshine" – 5:44
12. "What's Up Now" (iTunes Bonus Track) - 4:25